# Twierdzenie Cauchy’ego (teoria wyznaczników)
Twierdzenie Cauchy’ego – twierdzenie przypisywane Cauchy’emu, podające wzór na wyznacznik iloczynu dwóch macierzy kwadratowych.

## Twierdzenie
Niech {\displaystyle A,B} będą macierzami kwadratowymi ustalonego stopnia nad tym samym pierścieniem przemiennym (ciałem), wówczas wyznacznik ich iloczynu jest równy iloczynowi ich wyznaczników, czyli prawdziwy jest wzór
{\displaystyle \det(AB)=\det A\cdot \det B.}

## Dowód
- Niech

{\displaystyle A=[a_{ij}]\in M,B=[b_{ij}],\ i,j=1,\dots ,n}
- Rozważmy macierz klatkową

{\displaystyle P:={\begin{bmatrix}A&0\\-I&B\end{bmatrix}}.}
- Korzystając z własności wyznacznika macierzy klatkowej: {\displaystyle \det P=\det A\cdot \det B\ \ (\star )}
- Wykonując operacje elementarne na macierzy {\displaystyle P} sprowadzimy ją do postaci {\displaystyle {\begin{bmatrix}A&AB\\-I&0\end{bmatrix}}}

Pomnóżmy pierwszą kolumnę macierzy {\displaystyle P} przez element {\displaystyle b_{11},} drugą kolumnę przez {\displaystyle b_{21},} trzecią przez {\displaystyle b_{31},\dots ,} n-tą przez {\displaystyle b_{n1},} a następnie dodajmy każdą z nich do kolumny n+1. Otrzymamy następującą macierz:
{\displaystyle {\begin{bmatrix}&&&a_{11}b_{11}+a_{12}b_{21}+\ldots +a_{1n}b_{n1}&0&\dots &0\\&A&&\vdots &\vdots &&\vdots \\&&&a_{n1}b_{11}+a_{n2}b_{21}+\ldots +a_{nn}b_{n1}&0&\dots &0\\&&&0&b_{12}&\dots &b_{1n}\\&-I&&\vdots &\vdots &&\vdots \\&&&0&b_{n2}&\dots &b_{nn}\end{bmatrix}}}
Pomnóżmy pierwszą kolumnę powyższej macierzy przez element {\displaystyle b_{12},} drugą kolumnę przez {\displaystyle b_{22},} trzecią przez {\displaystyle b_{32},\dots ,} n-tą przez {\displaystyle b_{n2},} a następnie dodajmy każdą z nich do kolumny n+2. Otrzymamy następującą macierz:
{\displaystyle {\begin{bmatrix}&&&a_{11}b_{11}+a_{12}b_{21}+\ldots +a_{1n}b_{n1}&a_{11}b_{12}+a_{12}b_{22}+\ldots +a_{1n}b_{n2}&0&\dots &0\\&A&&\vdots &\vdots &\vdots &&\vdots \\&&&a_{n1}b_{11}+a_{n2}b_{21}+\ldots +a_{nn}b_{n1}&a_{n1}b_{12}+a_{n2}b_{22}+\ldots +a_{nn}b_{n2}&0&\dots &0\\&&&0&0&b_{13}&\dots &b_{1n}\\&-I&&\vdots &\vdots &\vdots &&\vdots \\&&&0&0&b_{n3}&\dots &b_{nn}\end{bmatrix}}}
Wykonując dalej analogiczne czynności otrzymamy macierz:
{\displaystyle Q:={\begin{bmatrix}A&AB\\-I&0\end{bmatrix}}.}
- Dodanie dowolnej wielokrotności jednej kolumny do drugiej nie zmienia wartości wyznacznika, więc {\displaystyle \det P=\det Q.}
- Korzystając z własności wyznacznika macierzy klatkowej mamy: {\displaystyle \det Q=(-1)^{n^{2}}\det(-I)\det(AB)=(-1)^{n^{2}}\cdot (-1)^{n}\det I\det(AB)=\det(AB)\ \ (\star \star )}

{\displaystyle (n^{2}+n} jest zawsze parzyste, więc {\displaystyle (-1)^{n^{2}+n}=1)}
- {\displaystyle (\star ),(\star \star )\Rightarrow \det A\cdot \det B=\det P=\det Q=\det(AB).} Co kończy dowód twierdzenia.

## Wnioski
- {\displaystyle \det(AB)=\det A\cdot \det B=\det B\cdot \det A=\det(BA)}
- Jeżeli {\displaystyle A} jest macierzą odwracalną, wówczas jest ona także nieosobliwa. Ponieważ {\displaystyle \det I=1} oraz {\displaystyle AA^{-1}=I,} to {\displaystyle \det AA^{-1}=1} i dalej {\displaystyle \det A\cdot \det A^{-1}=1,} a stąd {\displaystyle \det A^{-1}=(\det A)^{-1}.} Słownie: wyznacznik macierzy odwrotnej do danej jest równy odwrotności wyznacznika tej macierzy.
- Wyznaczniki macierzy podobnych są równe, niech {\displaystyle A} oraz {\displaystyle B} będą takimi macierzami, wtedy
{\displaystyle \det B=\det(P^{-1}AP)=\det(PP^{-1}A)=\det A.}